# Franz Kapus
Franz Kapus (Zurigo, 12 aprile 1909 – Zurigo, 4 marzo 1981) è stato un bobbista svizzero.

## Biografia
Ai VII Giochi olimpici invernali (edizione disputatasi nel 1956 a Cortina d'Ampezzo, Italia) vinse la medaglia d'oro nel Bob a quattro con i connazionali Gottfried Diener, Robert Alt e Heinrich Angst, partecipando per la nazionale svizzera, superando la nazionale italiana (medaglia d'argento) e statunitense.
Il tempo totalizzato fu di 5:10,44 con un distacco inferiore ai due secondi dalle altre medagliate, 5:12,10 e 5:12,39 i loro tempi.
Inoltre ai campionati mondiali vinse una medaglia d'oro e tre di bronzo:
- nel 1950, medaglia di bronzo nel bob a quattro con Franz Stöckli, Hans Bolli e Heinrich Angst[3]
- nel 1951, medaglia di bronzo nel bob a quattro con Franz Stöckli, Hans Bolli, Heinrich Angst.
- nel 1955, medaglia d'oro nel bob a quattro con Gottfried Diener,  Robert Alt e Heinrich Angst. e medaglia di bronzo nel bob a due con Heinrich Angst.